# England
För andra betydelser, se England (olika betydelser).
England är Storbritanniens folkrikaste riksdel. Den delar landgränser med Skottland i norr och Wales i väster, Irländska sjön ligger i nordväst, Keltiska havet i sydväst, medan Nordsjön i öster och Engelska kanalen söderut skiljer den från kontinentala Europa. Huvuddelen av England omfattar centrala och södra delen av ön Storbritannien i Nordatlanten. England inkluderar även över 100 mindre öar som Scillyöarna och Isle of Wight.
Området som nu kallas England beboddes först av människor under senpaleolitikum, men har fått sitt namn från angler, en av de germanska stammarna som bosatte området under 400- och 500-talet. England blev en enad stat år 927, och har sedan upptäcktsresornas epok, som inleddes under 1400-talet, haft en betydande kulturell och juridisk inverkan på omvärlden. Det engelska språket, den anglikanska kyrkan, och engelsk rätt – grunden för rättssystemet common law i många andra länder runt om i världen – utvecklades i England och landets parlamentariska statsskick har allmänt antagits av andra nationer. Den industriella revolutionen började i 1700-talets England och omvandlade samhället till världens första industrialiserade nation.
Englands terräng består mestadels av låga kullar och slätter, särskilt i mellersta och södra England. Det finns dock högland i norr (till exempel bergiga Lake District, Pennines och Yorkshire Dales) och i sydväst (till exempel Dartmoor och Cotswolds). Den forna huvudstaden i England var Winchester tills den ersattes av London år 1066. Idag är London det största storstadsområdet i Storbritannien och var innan Storbritannien lämnade EU den största storstadsmässiga zonen i unionen enligt de flesta mått. Englands befolkning är cirka 53 miljoner, omkring 84% av befolkningen i Storbritannien, och är till stor del koncentrerad till London, Sydöstra England och tätorter i Midlands, Nordvästra, Nordöstra och Yorkshire, där det utvecklats stora industriella regioner under 1800-talet. Ängs- och betesmarker finns utanför storstäderna.
Kungariket England, som efter 1284 inkluderade Wales, var en suverän stat fram till den 1 maj 1707, då Unionsakterna tog i kraft de överenskomna villkoren i Unionsfördraget året innan, vilket resulterade i en politisk union med Kungariket Skottland för att skapa det nya Kungariket Storbritannien. År 1801 förenades Storbritannien med Kungariket Irland genom Unionsakterna för att skapa Förenade konungariket Storbritannien och Irland. År 1922 etablerades den Irländska fristaten som en separat dominion, men sex irländska grevskap stannade kvar i riket. Genom kungliga och parlamentariska titulärakten 1927 skapades det nuvarande Förenade konungariket Storbritannien och Nordirland.

## Historia
Den romerska provinsen Britannia, motsvarande England och Wales, var en av Romerska rikets keltiska provinser. När Rom föll under 400-talet invaderades Britannien i flera vågor av germanska stammar från det som idag är nordvästra Tyskland, Danmark och Nederländerna. Dessa stammar var sinsemellan närbesläktade med likartade språk, och det rörde sig företrädesvis om saxare, jutar, daner och angler, som själva var flyktingar på grund av de olika nomadfolk som trängt in i norra Europa från Asien.
Den största delen av Britannien kom att behärskas av de nya bosättarna, vilka underkuvade kelterna, och började kalla det erövrade området för Anglernas land, vilket senare blev Anglosaxarnas land. De överlevande bland den keltiska befolkningen drog sig mot Wales.
Under 800-talet utsattes landet för nya germanska invasioner och erövringar, denna gång från vikingar. Den germanska befolkningen försökte motstå invasionsförsök från normanderna, men misslyckades slutligen genom förlusten i slaget vid Hastings 1066. England erövrade Wales under 1100-talet och 1543 blev det definitivt en integrerad del av Konungariket England. I vissa sammanhang fortsatte dock Wales att kallas för furstendöme. Genom bland annat en stark flotta som byggdes upp av Elisabet I av England under 1500-talet började England utvecklas till en världsmakt.
Under 1600-talet genomgick England en lång och invecklad maktkonflikt under vilken kungen avsattes och landet styrdes som en republik under namnet Engelska samväldet (engelska Commonwealth of England). England var under denna tid även i personalunion med Skottland, under den skotska dynastin av huset Stuart. Konflikten slutade med att monarken återinsattes, men att denne förlorade makten till parlamentet.
År 1707 beslutade de engelska och skotska parlamenten att ingå en politisk union (Unionsakterna (1707)) och länderna slogs samman till Kungariket Storbritannien (engelska Kingdom of Great Britain). I och med detta upphörde de engelska och skotska parlamenten och ersattes av det brittiska parlamentet i London. Den brittiske kungen var även kung över Irland och 1801 ingick man ett nytt unionsfördrag som skapade det Förenade konungariket Storbritannien och Irland.

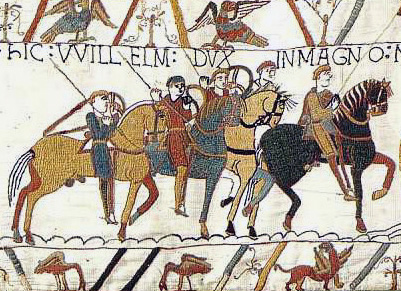
Slaget vid Hastings 1066, Tapisserie de Bayeux, Bayeux Musee, Normandie, Frankrike.

Efter att Irland administrativt delats på 1920-talet, antog den brittiske staten det nuvarande namnet Förenade konungariket Storbritannien och Nordirland.

## Politik
England lyder direkt under det brittiska parlamentet och regeringen i London. Till skillnad från de andra riksdelarna har England inte någon egen nationell lagstiftande församling. Den statliga förvaltningen i England är dock uppdelad i nio storregioner. Denna indelning får närmast jämföras med de statliga länsstyrelserna i Sverige, men Storlondon har exempelvis både en direktvald borgmästare och direktvald regionförsamling. Man har även gjort försök med att införa direktvalda regionförsamlingar på annat håll, men lyckades inte: regeringen ville införa direkta val till regionförsamlingen för nordöstra England, men förslaget fick svagt stöd i en folkomröstning (21,8 procent, den 4 november 1978).
Regionalfördelningen av England utan direktvalda församlingar är en het politiskt fråga, med till exempel Konservativa partiet starkt emot indelningen. Konservativa partiet fick mer röster än Labourpartiet i England, men hade för lågt stöd i Skottland och Wales för att kunna vinna brittiska parlamentsvalet 2005.
- Storlondon
- Nordvästra England (huvudort: Manchester)
- Nordöstra England (huvudort: Newcastle-upon-Tyne)
- Sydvästra England (huvudort: Bristol)
- Sydöstra England (huvudort: Guildford)
- Västra Midlands (huvudort: Birmingham)
- Yorkshire och Humber (huvudort: Leeds)
- Östra England (huvudort: Cambridge)
- Östra Midlands (huvudort: Nottingham)

Den lokala eller regionala administrativa indelningen är annars grevskapet (engelska counties) och i vissa delar av landet använder man sig av endast en lokal förvaltningsnivå. Grevskapet motsvarar närmast Sveriges landsting eller storkommun. Förutom indelningen i administrativa grevskap finns en äldre indelning i historiska grevskap, vilket påminner om förhållandet med län och landskap i Sverige. I vissa fall överensstämmer indelningen i de moderna grevskapen med den historiska.

## Geografi

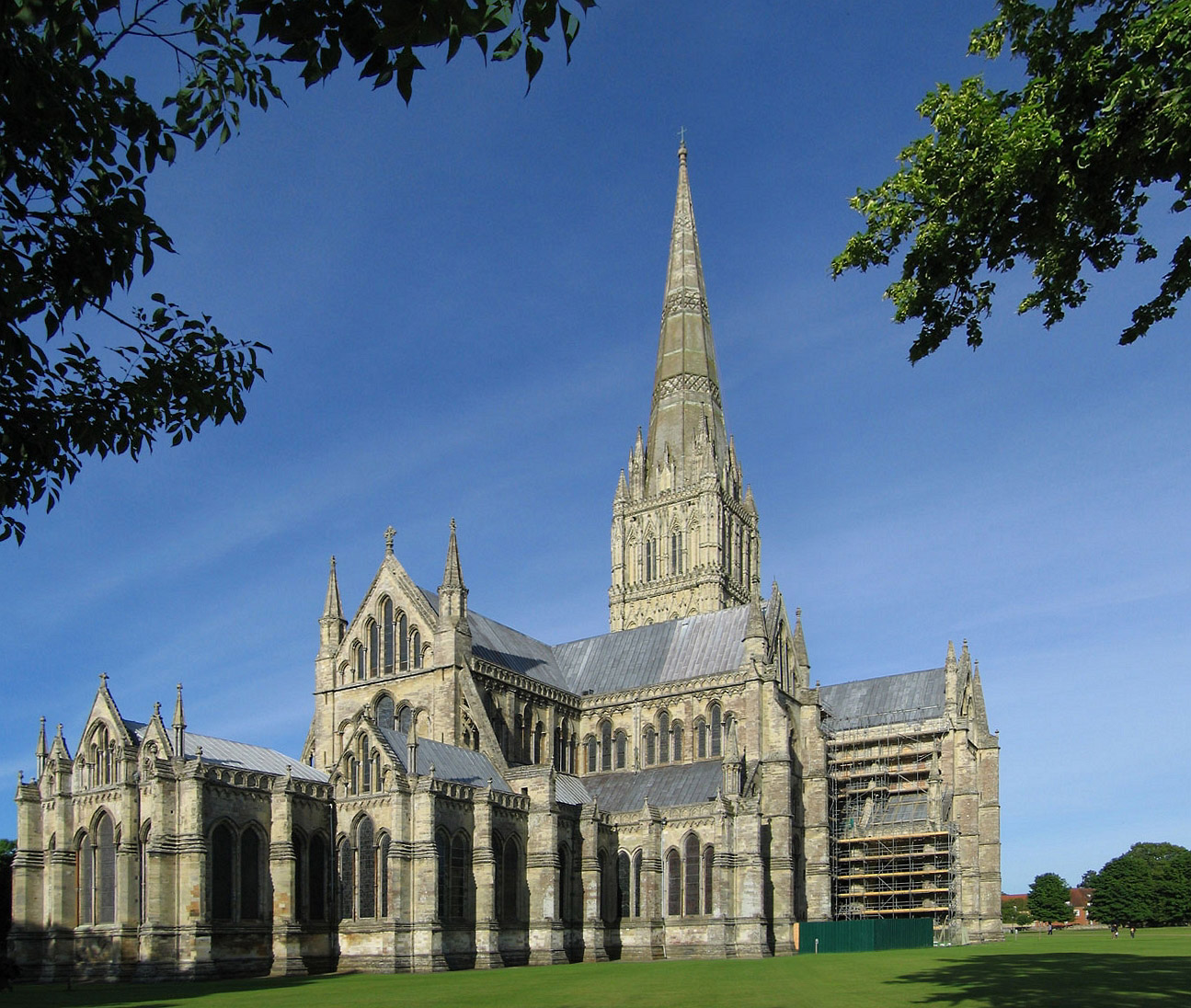
Katedralen i Salisbury.

England är med undantag av gränserna mot Skottland och Wales omgiven av hav och ingen plats i riksdelen ligger längre från kusten än 161 km.
Riksdelen har ett mildare klimat än södra Kanada trots att den ligger längre norrut. Vinden blåser oftast från väst efter att luften blev uppvärmd över Golfströmmen. Den genomsnittliga temperaturen under sommaren ligger därför vid 20° C. Under anmärkningsvärd varma perioder kan temperaturen stiga till 30° C och i augusti 2003 registrerades 38° C. Årsnederbörden varierar vanligen mellan 890 och 1020 mm.
Större floder:
- Mersey
- Severn
- Themsen

Större städer:
- London
- Birmingham
- Bristol
- Leeds
- Liverpool
- Manchester
- Newcastle upon Tyne
- Sheffield
- Nottingham

Lista över städer i England

## Kommunikation
England har ett välutbyggt järnvägsnät. England var först i världen med järnväg med persontrafik och har idag ett modernt och välfungerande järnvägnät. Bland annat går flera snabbtåg på det engelska järnvägsnätet. Ett av de mest kända är höghastighetståget Eurostar som går från London till Paris och Bryssel.
I England finns också ett mycket välutbyggt nät med motorvägar som når ut till stora delar av landet.
London har flest antal flygpassagerare (130 miljoner) av alla världens städer, räknat som summan av ankommande och avresande passagerare vid stadens flygplatser, vilka är sex till antalet för London. Europas största och en av världens största flygplatser är London Heathrow Airport.

## Musik
Greensleeves (skriven ca 1580) är en välkänd engelsk folkvisa.
Många engelska rockband under framför allt 1960-, 1970- och 1980-talen anses av ett flertal kritiker ha haft en avgörande betydelse i rockhistorien.

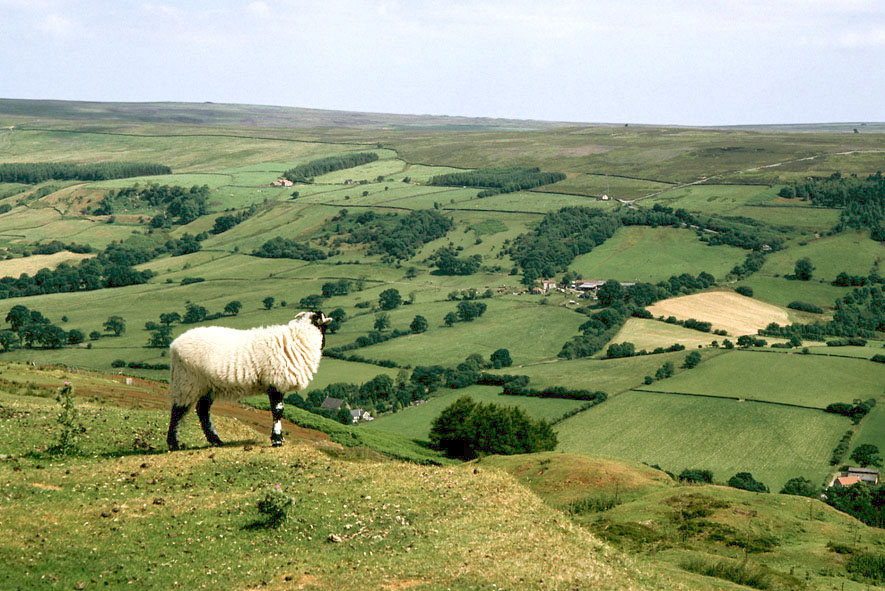
North York Moors.

## Kultur
- Engelsk litteratur
  - William Shakespeare
  - Thomas Browne
- Engelsk mat

## Idrott
England och de tre andra brittiska landsdelarna räknas i vissa sporter som självständiga länder. Det gäller vissa lagsporter som traditionellt varit viktiga i Storbritannien, nämligen fotboll, rugby och cricket. Se även Englands herrlandslag i fotboll och Englands damlandslag i fotboll. En annan sport som också kommer ifrån England är hästpolo.